# Línea P2 (AUVASA)
La línea P2 de AUVASA es una línea laboral. Cruza Valladolid de norte a sur pasando por los barrios de España y Rondilla, el centro de la ciudad, las estaciones de ferrocarriles y autobuses, el paseo de Zorrilla, el polígono industrial de Argales y el barrio de Covaresa.

## Frecuencias
| DÍA                | LUGAR DE SALIDA | HORARIOS DE SALIDA |
| ------------------ | --------------- | ------------------ |
| Laborables         | BARRIO ESPAÑA   | 5:15 y 6:15        |
| Sábados y festivos | SIN SERVICIO    | -                  |

- Durante el mes de agosto el único servicio sale a las 6:15.

## Paradas
| Hacia Covaresa                                  | Correspondencia con líneas:         |
| ----------------------------------------------- | ----------------------------------- |
| C/ Costa Brava centro comercial                 | -                                   |
| C/ Costa Brava 1 esq. Costa Dorada              | -                                   |
| C/ Valle de Arán fte. 40                        | -                                   |
| C/ Portillo de Balboa fte. 60 esq. Amor de Dios | -                                   |
| C/ Moradas 31 esq. Nebrija                      | -                                   |
| C/ Moradas 21 esq. Card. Cisneros               | -                                   |
| C/ Card. Torquemada fte. 16                     | -                                   |
| Pza. San Pablo 2 esq. San Quirce                | -                                   |
| C/ Angustias 5 Teatro Calderón                  | P1                                  |
| Pza. Universidad esq. López Gómez               | P1                                  |
| Pza. España Bola del Mundo                      | P1 P7                               |
| C/ Acera Recoletos fte. 2 esq. Pza. Zorrilla    | -                                   |
| C/ Estación del Norte esq. Recondo              | Estación de Valladolid-Campo Grande |
| C/ Puente Colgante 2 est. de autobuses          | Estación de autobuses de Valladolid |
| C/ Puente Colgante 18 esq. Gabilondo            | -                                   |
| Pº Zorrilla 88 fte. pza. de toros               | P1 P7                               |
| Pº Zorrilla 130 centro comercial                | P1 P7 PSC1                          |
| Pº Zorrilla 166 fte. LAVA                       | P1 P7 PSC1                          |
| C/ Daniel del Olmo esq. Pº Zorrilla             | P1 P7 PSC1                          |
| C/ Daniel del Olmo 6                            | P1 P7 PSC1                          |
| Avda. El Norte de Castilla 14                   | P1 P6 P7 PSC1 PSC3                  |
| Avda. El Norte de Castilla fte. 19              | P1 P6 P7 PSC1 PSC3                  |
| Avda. El Norte de Castilla 48                   | P1 P6 P7 PSC1 PSC3                  |
| C/ Vázquez de Menchaca 40                       | P1 P6 P7 PSC1 PSC3                  |
| C/ Bronce 3 AUVASA                              | P1 P6 P7 PSC1 PSC3                  |
| C/ Vázquez de Menchaca 19                       | P1 P6 P7 PSC1 PSC3                  |
| C/ Vázquez de Menchaca 9                        | P1 P6 P7 PSC1 PSC3                  |
| C/ Vázquez de Menchaca 5                        | P1 P6 P7 PSC1 PSC3                  |
| Solo en el servicio de las 6:15                 |                                     |
| Ctra. Rueda 36 esq. Mota                        | -                                   |
| Ctra. Rueda fte. 41                             | -                                   |
| Ctra. Rueda fte. 53 Imserso                     | -                                   |
| Ctra. Rueda esq. Vega Sicilia                   | -                                   |
| Ctra. Rueda esq. Vinos de Cigales               | -                                   |
| Ctra. Rueda 204 fte. centro deportivo           | -                                   |
| Pza. Castilla y León 4 esq. Miguel Delibes      | -                                   |
| C/ Miguel Delibes 1                             | -                                   |
| Cañada Real 220 Col. El Pilar                   | -                                   |